# Wiktor Wysoczański (polityk)
Wiktor Wysoczański (ur. 4 marca 1900 w Wysocku Wyżnym, zm. 1940 w Kijowie) – polski działacz polityczny okresu II Rzeczypospolitej, poseł na Sejm II RP II kadencji (1928–1930), ofiara zbrodni katyńskiej.
Syn Jana i Julii z Dunin-Borkowskich. Ukończył gimnazjum w Turce. W latach 1900–1928 sekretarz gminy Wysocko. W latach 1920–1924 sekretarz, a w latach 1924-1926 prezes powiatowy PSL „Piast”, z którego wystąpił w czasie przewrotu majowego 1926. Od 1928 członek Bezpartyjnego Bloku Współpracy z Rządem (BBWR). Uzyskał mandat poselski do Sejmu II kadencji w okręgu nr 52 z listy BBWR. Po rozwiązaniu Sejmu pracował w Polskim Monopolu Spirytusowym. W 1935 i 1938 bezskutecznie ubiegał się o mandat poselski z rekomendacji BBWR i Obozu Zjednoczenia Narodowego w okręgu nr 76. Od 1934 do agresji ZSRR na Polskę był burmistrzem Turki.
Został odznaczony Srebrnym Krzyżem Zasługi.
Figuruje na Ukraińskiej Liście Katyńskiej pod nr. 483.